# 6 gendarmi in fuga
6 gendarmi in fuga (Le Gendarme en balade) è un film del 1970 diretto da Jean Girault.
È il quarto film della fortunata serie de I gendarmi di Saint-Tropez, con interpreti principali Louis de Funès e Michel Galabru.

## Trama

Louis de Funès e Michel Galabru in una scena del film

Il maresciallo maggiore Cruchot viene messo in pensione con tutta la sua brigata, rimpiazzati da una squadra più giovane. Durante una visita del collega Gerber, i due vengono a sapere che il collega Fougasse sta soffrendo di amnesia. È l'occasione per tornare a lavorare insieme.
Accompagnati dai colleghi Tricard e Berlicot, si mettono le vecchie divise e rapiscono il loro amico, ma scoprono ben presto che la sua amnesia è solo una finzione. A questo punto però nessuno di loro se la sente di riportare le divise nel guardaroba: inseguiti dai giovani commilitoni che li avevano rimpiazzati, Cruchot e gli altri prima gettano scompiglio in un campo di nudisti, quindi entrano in un collegio maschile retto da suore. La madre superiora suor Clotilde, credendoli ancora in servizio, chiede loro di aiutarla a ritrovare cinque ragazzi scomparsi, che si apprestano a lanciare un razzo a testata nucleare. Il sestetto si mette subito all'opera, e in breve tempo riesce a sventare il complotto nucleare. Perdonati dal Comando, i sei gendarmi vengono addirittura premiati e riammessi nel Corpo come istruttori delle nuove leve.

## Produzione

La squadra al completo

Il film è il quarto della serie ufficiale della saga dei gendarmi ed era originariamente intitolato Le Gendarme à la retraite (I Gendarmi in pensione).
Gli esterni del film sono stati girati a: Saint-Tropez, Ramatuelle (presso il Castello di Saint-Amé per le scene del convento), Gassin, Gigaro (La Croix-Valmer) nel Varo e al Castello di Nandy nel dipartimento di Senna e Marna. La scena degli hippie è stata girata presso Cap Taillat, situato sulla Penisola di Saint-Tropez nel dipartimento del Varo. Tale sito è protetto dal 1987 quale ambiente ecologico per la conservazione del litorale. Il luogo ha sofferto molto per la distruzione delle dune e della vegetazione necessaria all'ecosistema, essendo stato utilizzato in diversi altri film, soprattutto durante le riprese de Il clan dei marsigliesi nel 1972, con Jean-Paul Belmondo.
I sei gendarmi sono: Louis de Funès, Michel Galabru, Michel Modo, Guy Grosso, Jean Lefebvre e Christian Marin. È stata l'ultima volta che hanno indossato l'uniforme tutti insieme. In seguito Jean Lefebvre verrà sostituito da Maurice Risch; Christian Marin da Jean-Pierre Rambal e poi da Patrick Prejean, e Yves Vincent da Jacques François. Louis de Funès, Michel Galabru, Michel Modo, Guy Grosso interpretano il loro ruolo in tutti i film della saga.
È inoltre l'ultima volta che l'attrice Nicole Vervil – nella parte della moglie del maresciallo Jérôme Gerber – partecipa alla serie. In seguito Nicole Vervil verrà sostituita da Micheline Bourday.

## Sequel
- Il gendarme e gli extraterrestri (1979)
- Le Gendarme et les gendarmettes (1982)